# Wärmedurchgangskoeffizient
Der Wärmedurchgangskoeffizient (umgangssprachlich auch Wärmedämmwert) {\displaystyle U_{T}} in W/(m²·K) ist ein Maß für den Wärmedurchgang durch Materie aufgrund eines räumlichen Temperaturunterschiedes.  Als Formelzeichen wurde bis zum Inkrafttreten der ISO 6946 1996 {\displaystyle k}, danach {\displaystyle U} verwendet. Die Verwendung von {\displaystyle U} ist im angelsächsischen Bereich seit 1949 belegt. Der Wärmedurchgangskoeffizient ist abhängig von den Wärmeübergangskoeffizienten zwischen verschiedenen Arten von Materie sowie der Wärmeleitfähigkeit und Geometrie der Materie.
Besonders weit verbreitete Anwendung findet der Wärmedurchgangskoeffizient im Bauwesen, wo er zur Bestimmung der Transmissionswärmeverluste durch Bauteile hindurch dient. Im Fall einer ebenen Wand gibt er den Wärmestrom je Fläche der Wand und je Kelvin Temperaturunterschied an. Seine SI-Einheit ist daher W/(m²·K), ausgesprochen: Watt pro (Quadratmeter mal Kelvin). Der Wärmedurchgangskoeffizient verhält sich umgekehrt proportional zur Wärmedämmung. Je höher der Wärmedurchgangskoeffizient, desto schlechter ist die Wärmedämmung des Bauteils. Je niedriger der Wärmedurchgangskoeffizient, desto besser ist die Wärmedämmung des Bauteils.
Der Wärmedurchgangswiderstand {\displaystyle R_{T}} in m²·K/W ist der Kehrwert des Wärmedurchgangskoeffizienten. Als Formelzeichen wird in der Regel {\displaystyle R} verwendet.
Der Wärmedurchgangswiderstand verhält sich direkt proportional zur Wärmedämmung. Je höher der Wärmedurchgangswiderstand, desto besser ist die Wärmedämmung des Bauteils. Je niedriger der Wärmedurchgangswiderstand, desto schlechter ist die Wärmedämmung des Bauteils.

## Definition und Bedeutung
Die folgenden Ausführungen gelten im Bauwesen und sind spezielle Fälle der Verfahrenstechnik und des thermischen Apparatebaues.
Wärmedurchgangskoeffizient und Wärmedurchgangswiderstand sind spezifische Kennwerte eines Bauteils. Sie werden im Wesentlichen durch die Wärmeleitfähigkeit und Dicke der verwendeten Materialien bestimmt, aber auch durch Wärmestrahlung und Konvektion an den Oberflächen des Bauteils.
Ihre Messung erfolgt bei stationärem Temperaturverlauf, d. h. konstante Temperatur auf beiden Seiten, damit die Wärmespeicherfähigkeit des Körpers das Messergebnis nicht verfälscht.
Die Wärmestromdichte {\displaystyle q} (SI-Einheit Watt/Meter²) durch ein Bauteil, das auf der einen Seite der Außenlufttemperatur {\displaystyle \theta _{e}} und auf der anderen Seite der Innenlufttemperatur {\displaystyle \theta _{i}} ausgesetzt wird, ist im stationären Zustand proportional zur Temperaturdifferenz {\displaystyle \theta _{i}-\theta _{e}}, mit der Proportionalitätskonstanten {\displaystyle U}:
{\displaystyle {q}=U(\theta _{i}-\theta _{e})\qquad (1)}
Die abgeleitete SI-Einheit des U-Wertes ist W/(m²·K) mit den Einheitenzeichen W für die Maßeinheit Watt und K für Kelvin.
Der U-Wert beschreibt somit die Menge der Wärmeenergie in Joule (= Wattsekunden), die im Zeitraum von einer Sekunde über eine Fläche von einem Quadratmeter durch eine Trennwand zwischen zwei Räumen durchgelassen wird, wenn sich die beiderseits anliegenden Temperaturen stationär (also nicht nur während der Mess-Sekunde) um 1 K (entspricht einer Differenz von 1 °C) unterscheiden. Die Einheit Wattsekunden der Energie kommt in der endgültigen Einheit des U-Wertes nicht mehr ausdrücklich vor, da sich die Zeitkomponente („-sekunden“) in der Energieeinheit gegen die Zeitkomponente im Nenner („je Sekunde“) wegkürzt. Man könnte die Einheit von {\displaystyle U} demnach auch als J/(s·m²·K) auffassen.
Der so definierte U-Wert ist daher ein Maß für die „Wärmedurchlässigkeit“ bzw. die Wärmedämmeigenschaften von Bauteilen, also zum Beispiel einer bestimmten Verglasung eines Fensters. Ein Bauteil mit einem kleinen U-Wert lässt dabei weniger Wärme durch als ein Bauteil mit einem größeren U-Wert. Die während der Zeitspanne {\displaystyle \Delta t} durch die Fläche {\displaystyle A} getretene Wärmemenge {\displaystyle Q} ist
{\displaystyle Q={q}\cdot A\Delta t=U(\theta _{i}-\theta _{e})\cdot A\Delta t\qquad (2)}
Betrachtet wird hier die Wärmestromdichte zwischen den beiderseits an einem Bauteil anliegenden Medien (z. B. Innenluft zu Außenluft). Möchte man nicht die Eigenschaften des gesamten Bauteils, sondern die der verwendeten Materialien ermitteln (z. B. Oberflächentemperatur innen zu außen), so ist anstelle des Wärmedurchgangskoeffizienten des Bauteils sein Wärmedurchlasskoeffizient zu benutzen (siehe auch unten).

### Einschränkungen der Definition
Die Definitionsgleichung (1) setzt stationäre Verhältnisse voraus und ist nicht geeignet, die jeweils momentane Wärmestromdichte {\displaystyle {q}(t)} bei zeitlich veränderlichen Temperaturen zu berechnen. So treten etwa bei einem Erwärmungsvorgang aufgrund der Wärmespeicherfähigkeit des Bauteils Verzögerungseffekte ein, die beim Versuch, die Oberflächenwärmeströme mittels Gleichung (1) zu berechnen, unberücksichtigt bleiben. Beim darauffolgenden Abkühlvorgang tritt der Fehler jedoch im umgekehrten Sinne auf. Wenn Erwärmung und Abkühlung symmetrisch zueinander erfolgen, heben sich die beiden Fehler auf. Wie sich zeigen lässt, gilt im Fall streng periodisch verlaufender Temperaturänderungen Gleichung (2) nach wie vor, wenn sie zur Berechnung der während einer Periodendauer {\displaystyle \Delta t} verlorenen Wärmemenge {\displaystyle Q} verwendet wird und die über die Periode gemittelten Temperaturmittelwerte {\displaystyle {\overline {\theta _{e}}}} und {\displaystyle {\overline {\theta _{i}}}} angesetzt werden:
{\displaystyle Q=U({\overline {\theta _{i}}}-{\overline {\theta _{e}}})\cdot A\Delta t}    (für periodische Temperaturänderungen)
Die in der Realität auftretenden Temperaturänderungen sind nie streng periodisch, der dadurch verursachte Fehler hängt jedoch lediglich mit den leicht unterschiedlichen Wärmeinhalten des Bauteils zu Beginn und am Ende der betrachteten Zeitspanne zusammen und bleibt daher begrenzt. Er ist gegenüber dem mit zunehmend längerer Betrachtungsdauer {\displaystyle \Delta t} ständig anwachsenden Gesamtwärmeverlust {\displaystyle Q} schließlich völlig vernachlässigbar, sofern das Gebäude Klimabedingungen ausgesetzt ist, unter denen es im längerfristigen Mittel einen Transmissionswärmeverlust erleidet:
{\displaystyle Q\approx U({\overline {\theta _{i}}}-{\overline {\theta _{e}}})\cdot A\Delta t}    (für beliebige Temperaturänderungen und hinreichend große {\displaystyle \Delta t})
Der U-Wert ist daher trotz seiner zunächst auf stationäre Verhältnisse beschränkten Definition auch unter realen instationären Bedingungen ein geeignetes Maß für die über eine längere Zeitspanne summierten Transmissionswärmeverluste durch den Regelquerschnitt eines Bauteils, welche durch unterschiedliche mittlere Temperaturen der Innen- und Außenluft verursacht werden. Darauf beruht seine Bedeutung als ein wichtiges Kriterium bei der energetischen Bewertung eines Gebäudes.

### Vergleich von stationärem und instationärem Verhalten

Vergleich des instationären Wärmestroms mit dem anhand des U-Wertes bestimmten mittleren Wärmestrom

In der nebenstehenden Abbildung sind diese Zusammenhänge an einem konkreten Beispiel illustriert. Betrachtet wird ein 40 cm dickes Vollziegelmauerwerk mit einem U-Wert von 1,2 W/(m²·K), das auf der Außenseite den im oberen Bildteil wiedergegebenen Außenlufttemperaturen ausgesetzt ist, während auf der Innenseite konstant eine Temperatur von 20 °C anliegt. Bei den Außenlufttemperaturen handelt es sich um reale fünfminütliche Messdaten von sieben Tagen im Mai 2006.
Die orangefarbene Kurve im unteren Bildteil zeigt den Wärmestrom durch die Außenoberfläche der Wand, wie er mittels eines instationären Berechnungsprogramms ebenfalls in Fünf-Minuten-Schritten aus den vorliegenden Daten ermittelt wurde (positive Ströme fließen in die Wand hinein, negative Ströme heraus). Die starken Schwankungen des Wärmestroms zeigen den deutlich instationären Charakter der Situation. Der Mittelwert der Außenlufttemperatur während der betrachteten sieben Tage beträgt 11,9 °C. Der U-Wert sagt daher einen mittleren Wärmeverlust
{\displaystyle {\overline {q}}\,=\,{\frac {Q}{A\Delta t}}\,=\,U\cdot ({\overline {\theta _{i}}}-{\overline {\theta _{e}}})\,=\,1{,}2\cdot (20-11{,}9)\,\mathrm {\frac {W}{m^{2}}} =9{,}7\,\mathrm {\frac {W}{m^{2}}} }
voraus. Dieser Wert ist als blaue Linie eingetragen. Die rote Kurve im unteren Bildteil zeigt den kumulierten Mittelwert des Wärmestroms, also nacheinander den Mittelwert über fünf Minuten, über zehn Minuten, über fünfzehn Minuten usw., bis auf der rechten Seite schließlich der Mittelwert über die ganzen sieben Tage erreicht ist. Wie sich deutlich erkennen lässt, mitteln sich mit zunehmendem Mittelungszeitraum die instationären Schwankungen des Wärmestroms rasch weg und nähern sich innerhalb der sieben Tage bereits beinahe perfekt dem vom U-Wert vorhergesagten Mittelwert an.
Das kumulierte Mittel liegt anfangs systematisch über dem U-Wert-Resultat, weil nach vorhergehenden kühleren Tagen (hier nicht dargestellt) das Aufwärmen der Wand zunächst einen überdurchschnittlichen Wärmestrom in die Wand hinein erforderte. Selbst diese Abweichung spielt nach mehreren Tagen Mittelwertbildung keine Rolle mehr.
Der Einfachheit halber wurden Wärmeeinträge durch Sonnenstrahlung hier nicht angesetzt. Sie könnten beispielsweise durch geeignete Erhöhung der Außenlufttemperaturen (zu so genannten Strahlungslufttemperaturen oder kombinierten Außentemperaturen) berücksichtigt werden. An den mathematischen Zusammenhängen und dem generellen Verhalten ändert sich dadurch nichts.

## Berechnung des U-Werts von Bauteilen und Materialien
Die Berechnung des Wärmedurchgangskoeffizienten für den öffentlich-rechtlichen Nachweis im Bauwesen erfolgt nach den Berechnungsschritten gemäß EN ISO 6946, wo auch kompliziertere baurelevante Fälle behandelt sind. Die erforderlichen Bemessungswerte sind in EN 12524 und DIN 4108-4 festgelegt.

### Bauteile
Der Wärmedurchgang eines Bauteils hängt ab von den Wärmeleitfähigkeiten der verwendeten Materialien und deren Schichtdicken sowie von der Bauteilgeometrie (ebene Wand, zylindrisch gekrümmte Rohrwandung etc.) und den Übergangsbedingungen an den Bauteiloberflächen.
Bei einzelnen hintereinander liegenden Bauteilschichten setzt sich der Wärmedurchgangswiderstand aus der Summe der Wärmedurchlasswiderstände  sowie der Wärmeübergangswiderstände zu den umgebenden Fluiden (Luft, Wasser etc.) an den beiden Oberflächen zusammen und ist der Kehrwert des Wärmedurchgangskoeffizienten:
{\displaystyle {\frac {1}{U}}=R_{\mathrm {T} }=R_{\mathrm {se} }+\sum R_{\mathrm {i} }+R_{\mathrm {si} }}

### Ideale Wand
Im Falle einer ebenen, unendlich ausgedehnten Wand, welche sich aus hintereinanderliegenden Schichten der Dicken {\displaystyle d_{i}} und der Wärmeleitfähigkeiten {\displaystyle \lambda _{i}} zusammensetzt, berechnet sich die Proportionalitätskonstante nach:
{\displaystyle U={\frac {1}{R_{\mathrm {T} }}}={\frac {1}{R_{\mathrm {se} }+{\frac {d_{1}}{\lambda _{1}}}+{\frac {d_{2}}{\lambda _{2}}}+\dots +{\frac {d_{i}}{\lambda _{i}}}+\dots +R_{\mathrm {si} }}}}
mit
{\displaystyle U}: Wärmedurchgangskoeffizient in W/(m²·K)
{\displaystyle R_{\mathrm {T} }}: Wärmedurchgangswiderstand in m²·K/W
{\displaystyle R_{\mathrm {se} }}: äußerer Wärmeübergangswiderstand in m²·K/W
{\displaystyle d_{i}}: Dicke der Schicht {\displaystyle i} in m
{\displaystyle \lambda _{i}}: Wärmeleitfähigkeit der Schicht {\displaystyle i} in W/(m·K)
{\displaystyle {\frac {d_{i}}{\lambda _{i}}}=R_{i}}: Wärmedurchlasswiderstand der Schicht {\displaystyle i} in m²·K/W
{\displaystyle R_{\mathrm {si} }}: innerer Wärmeübergangswiderstand in m²·K/W

### Fenster
Bezeichnungen für Wärmedurchgangskoeffizienten von Fenstern, Einheit W/(m²·K):
Kv-Wert: alte Bezeichnung; typischerweise 0,1 W/(m²·K) höher als Ug
Uf-Wert (f für engl. frame): Kennwert für Fensterrahmen; typischer Wert: 1,3 W/(m²·K)
Ug-Wert (g für engl. glazing): Kennwert für Fensterglas (Berechnungsverfahren nach EN 673)
Uw-Wert (w für engl. window): Kennwert des gesamten Fensters
ψg-Wert: Wärmebrücke zwischen Glasscheiben (Warme Kante)
ψe-Wert: Wärmebrücke zwischen Fensterrahmen und Mauerwerk

#### Uf-Wert
Der Uf-Wert ist eine Abwandelung des allgemeinen U-Wertes. Das f steht dabei für „Rahmen“ (englisch frame). Gemeint ist damit ein Fensterrahmen, bestehend meist aus dem feststehenden Rahmenteil und dem beweglichen Rahmenteil.
Der Uf-Wert kann durch Berechnung, Hot-Box-Messung oder ein sehr vereinfachtes Überschlagsverfahren ermittelt werden. Die Berechnung des Uf-Wertes richtet sich nach den Vorgaben der EN ISO 10077-2.
Zur Berechnung (sowie zur Messung) wird zunächst die wirkliche Verglasung (mit Dicke {\displaystyle d_{g}}) gegen ein Kalibrierpaneel ({\displaystyle \lambda _{p}=0{,}035}) mit der wirklichen Glasdicke ({\displaystyle d_{p}=d_{g}}) ausgetauscht, um vergleichbare Bedingungen zu schaffen. Weitere geometrische Vorgaben zur Berechnung sind vielfältig und in EN ISO 10077-2 geregelt. Auf eine definierte Fläche {\displaystyle A} und eine Temperaturdifferenz {\displaystyle \delta T} bezogen wird nun der zweidimensionale thermische Leitwert {\displaystyle L^{2D}} im stationären Vorgang bestimmt.
{\displaystyle L^{2D}={\frac {Q}{\delta T}}}
{\displaystyle U_{f}={\frac {L^{2D}-U_{p}\cdot l_{p}}{l_{f}}}}
Dabei sind:
{\displaystyle Q}: Gesamtwärmestrom in W/m
{\displaystyle L^{2D}}: zweidimensionaler thermischer Leitwert in W/(m·K)
{\displaystyle \delta T}: Temperaturdifferenz innen-außen in K
{\displaystyle U_{f}}: Rahmen-U-Wert in W/(m²·K)
{\displaystyle U_{p}}: Paneel-U-Wert in W/(m²·K) ({\displaystyle U_{p}=\lambda _{p}/d_{p}})
{\displaystyle l_{f}}: projizierte Rahmenbreite in m
{\displaystyle l_{p}}: Paneellänge, ab Profilende in m ({\displaystyle {l_{p}}\geq 190\,\mathrm {mm} })
Die größte Schwierigkeit hierbei ist die Ermittlung des Gesamtwärmestroms {\displaystyle Q}, der sich bedingt durch die komplexe Geometrie eines Fensterprofils und durch Hohlräume, die jeder für sich schon schwierig zu berechnen sind, eigentlich nur messen oder mit Hilfe von Finite-Elemente-Methode (FEM) berechnen lässt.

## Messung des U-Wertes von Bauteilen und Materialien
Die Ermittlung genauer Wärmedurchlasskoeffizienten zur Zertifizierung von Baustoffkennwerten werden von Materialforschungs- und Prüfanstalten im Auftrag der Hersteller an komplexen Prüfeinrichtungen vorgenommen, um vergleichbare Bedingungen zu garantieren.
Daneben existieren aber noch drei weitere Methoden, um den Wärmeschutz eines Gebäudes vor Ort (in situ) zu beurteilen: Wärmebildkamera, multiple Temperaturmessungen und die Wärmeflussmessung (U-Wert-Messung).

### Wärmebildkamera
Das Wärmebildverfahren (auch Thermografie genannt) wird zur Prüfung der Wärmedämmung von Häusern, zur Gebäudediagnostik bzw. Energieausweiserstellung zur Strukturanalyse des Mauerwerks, zur Feuchte-Detektion in Wänden und Dächern und zur Lokalisierung von Rissen in Rohrleitungen eingesetzt. Ein Wärmebild hilft, den Wärmeschutz eines Gebäudes zu verstehen (Identifikation von Wärmebrücken, inhomogene Dämmschichten). Wärmebildkameras messen aber nur Wärmestrahlung, nicht aber Temperaturen oder Wärmekonvektion oder Wärmeleitung; sie produzieren daher keine Daten (z. B. U-Wert), die für die Bewertung des Wärmeschutzes verwendbar sind. Somit kann diese Technik lediglich für die überschlägige Ermittlung des U-Wertes angewandt werden.

### Multiple Temperaturmessungen
Mit multiplen Temperaturmessungen innen und außen am Gebäude und vereinfachenden Annahmen lässt sich ein Wärmefluss durch ein Gebäudeelement errechnen. Dieser Wärmefluss erlaubt die Bestimmung des U-Wertes. Diese Methode liefert quantitative Messergebnisse, ist aber für den praktischen Einsatz für In-situ-Messungen nur in wenigen Szenarien geeignet.
Mit einem speziellen Temperaturfühler zur U-Wert-Bestimmung, einem kompatiblen Messgerät und einem weiteren Temperaturfühler kann der Wärmedurchgangskoeffizient (U-Wert) eines Bauteiles am Einsatzort (z. B. Baustelle) zerstörungsfrei ermittelt werden. Für die Messung des U-Wertes werden ermittelt:
- Außentemperatur Ta
- Innentemperatur Ti
- Oberflächentemperatur Tw des Bauteiles (innen).

Zur Messung der Außentemperatur wird ein Funkfühler verwendet. Alle Daten werden über ein Messprogramm im Messgerät aufgezeichnet, gespeichert und anschließend mit Hilfe der Software ausgewertet und dokumentiert.
Die Messung der jeweiligen Temperaturen und die Ermittlung der Differenzen ist einfach. Für einigermaßen zuverlässige Messergebnisse müssen folgende Voraussetzungen erfüllt werden:
- Temperaturdifferenz zwischen innen und außen, ideal > 15 K
- konstante Bedingungen
- keine Sonneneinstrahlung
- keine Heizstrahlung im Messbereich.

Für multiple Temperaturmessungen zur U-Wert Bestimmung eignen sich vornehmlich die Nacht- oder frühen Morgenstunden vor Sonnenaufgang.

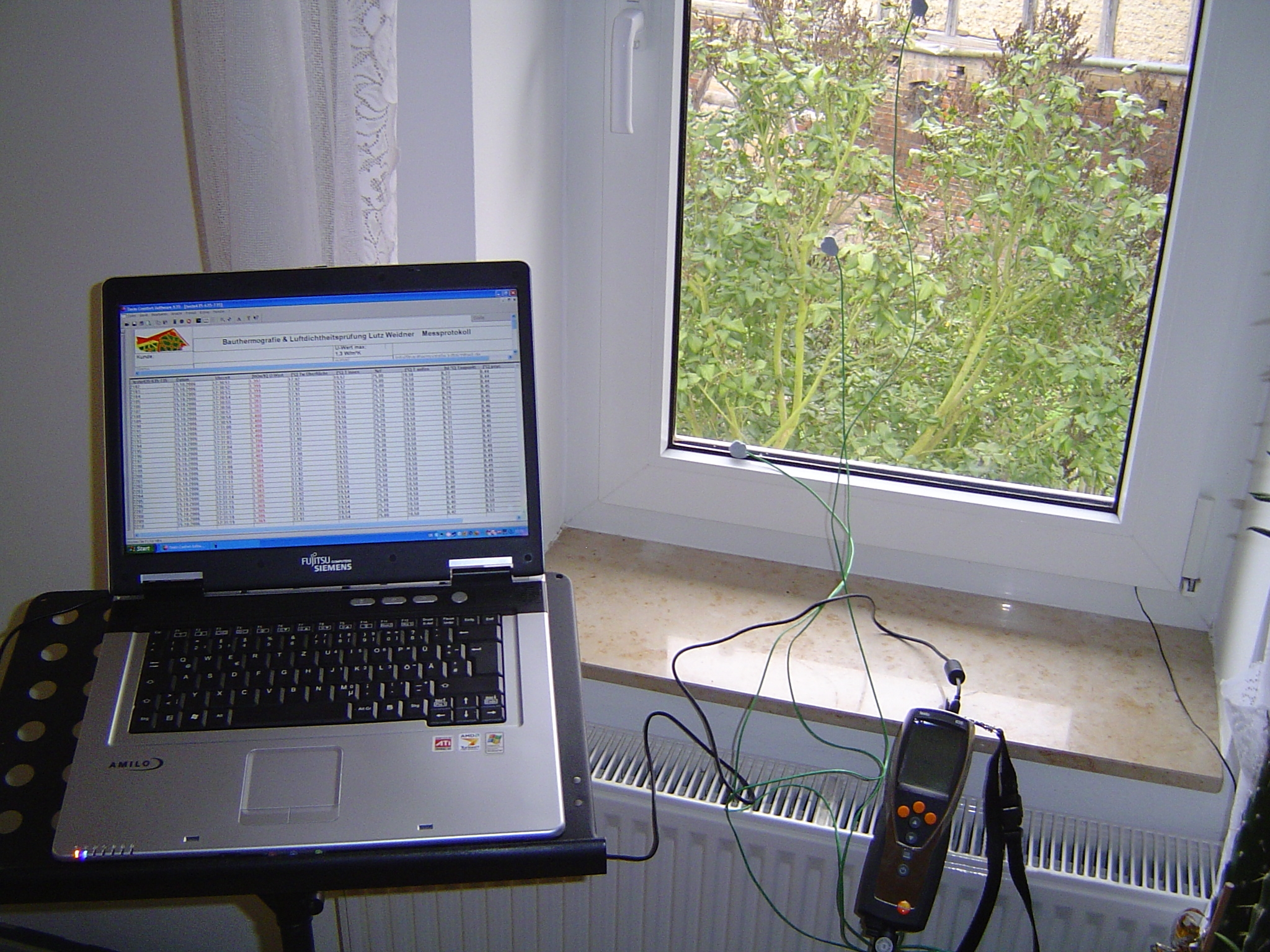
U-Wert-Messgerät

### Temperaturmessung mit Heizelement
Durch genauer definierte Umgebungsbedingungen wird im Allgemeinen die Messungenauigkeit verringert. Diesen Ansatz verfolgen Messsysteme, bei denen eine Seite des Bauteils durch das Anbringen eines flächigen Heizelements aktiv gewärmt wird. Insbesondere bei dünnen glatten Bauteilen wie Fensterscheiben stellt diese Methode eine Option dar. Dabei lassen sich auch höhere Temperaturdifferenzen erzeugen, was zusätzlich noch den relativen Einfluss von Störfaktoren reduziert und auch Messungen bei höheren Außentemperaturen ermöglicht. Die Schwierigkeit bei solchen Messungen besteht darin, dass die Oberfläche möglichst großflächig erhitzt werden muss, da es sonst erstens lange dauern kann, bis die Wärmeverteilung einen Gleichgewichtszustand erreicht und zweitens bei der Auswertung der Messdaten die Inhomogenität der Wärmeverteilung berücksichtigt werden muss.

### Wärmeflussmethode

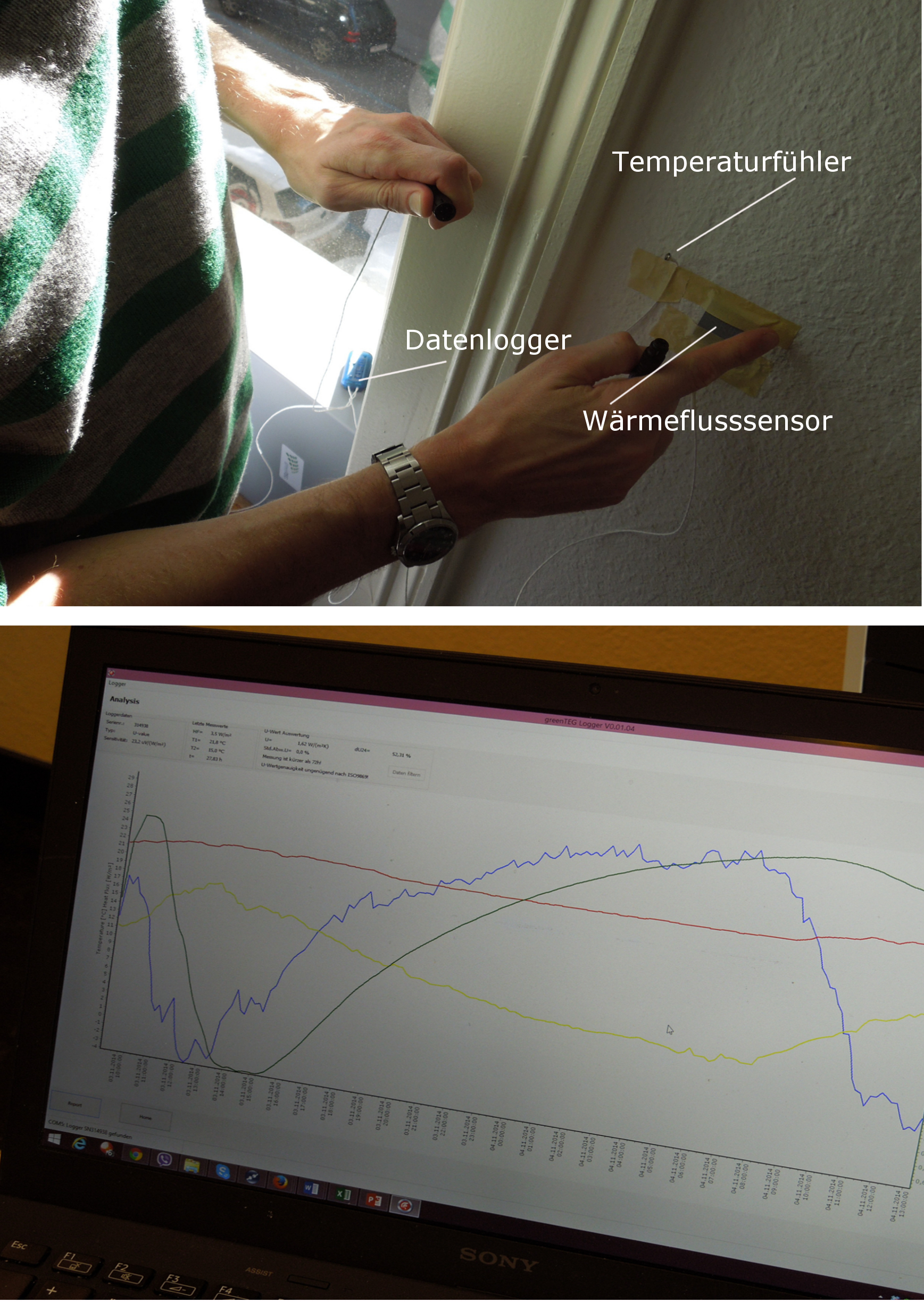
Messaufbau zur Bestimmung des U-Wertes

Sobald ein Temperaturunterschied zwischen zwei Seiten eines Gebäudeelements entsteht, fließt durch dieses Material Wärme. Die Wärmeflussmethode basiert auf diesem Effekt und misst den U-Wert mittels eines Wärmefluss-Sensors (Innenwand) sowie zwei Temperatursensoren (Innenraumlufttemperatur sowie Außenlufttemperatur). Da Temperaturunterschiede von 5 °C für eine zuverlässige Messungen ausreichen, funktioniert diese Methode im In-Situ Einsatz und ermöglicht die einfache Berechnung des U-Wertes jeglicher Baustoffe. Die Wärmeflussmethode ist in Standards (ISO 9869, ASTM C1046 und ASTM C1155) beschrieben. Um Messungen gemäß diesen Standards durchzuführen, muss die Messdauer mindestens 72 Stunden betragen. In der Praxis kann eine kürzere Dauer ausreichen (abhängig vom Baustoff, Dicke sowie Temperaturschwankungen vor Ort), wenn der U-Value einen stabilen Wert erreicht, bevor die benötigten 72h für eine ISO 9869 konforme Messung abgelaufen sind. In Kombination mit einer Software kann die Messung live an einem Laptop mitverfolgt werden, und die gemessenen Werte können für weitere Berechnungsprogramme nutzbar gemacht werden. Somit kann der U-Wert, der ein Indikator für die Beurteilung der wärmetechnischen Eigenschaften der Gebäudehülle darstellt, ohne Materialzerstörung gemessen werden.

### Kritik
Bei der Bestimmung des Wärmedurchgangskoeffizienten werden nur Temperaturdifferenzen aufgrund von Wärmeleitung gemessen, nicht aber Wärmeverluste oder -gewinne durch Wärmestrahlung. Deren Einfluss (beispielsweise bei Infrarotstrahlung reflektierenden Aluminiumschichten von Wärmedämmmaterialien) auf die Wärmedämmung wird daher nur unzureichend berücksichtigt. Die Vergleichbarkeit der Ergebnisse sowie die Relevanz des U-Wertes für die Beurteilung der Wärmeverluste eines Gebäudes wird trotz eindeutiger Messungen von einigen bestritten, sogar dann, wenn sie selbst an den Messungen teilgenommen haben (Bossert). Diese Kritik wurde inzwischen widerlegt.

## Typische Werte des Bauwesens
| Bauteil                                                               | Dicke   | U-Wert in W/(m²·K) |
| --------------------------------------------------------------------- | ------- | ------------------ |
| Außenwand aus Beton ohne Wärmedämmung                                 | 25 cm   | 3,3                |
| Außenwand aus Mauerziegeln                                            | 24 cm   | ca. 1,5            |
| Außenwand aus Mauerziegeln                                            | 36,5 cm | ca. 0,8            |
| Außenwand aus Mauerziegeln (17,5 cm) mit Wärmedämmverbundsystem (PUR) | 30 cm   | ca. 0,32           |
| Außenwand aus hochporösem Hochlochziegel, unverputzt                  | 50 cm   | 0,17 – 0,23        |
| Außenwand Holzrahmenbau, wohnungstypischer Aufbau                     | 25 cm   | 0,15 – 0,20        |
| Außenwand aus Massivholz (ohne Wärmedämmung)                          | 20,5 cm | 0,5                |
| Außenwand aus Porenbeton                                              | 36,5 cm | 0,183 – 0,230      |
| Außenwand aus Porenbeton                                              | 40 cm   | 0,163 – 0,210      |
| Außenwand aus Porenbeton                                              | 50 cm   | 0,125 – 0,146      |
| Innenwand aus Mauerziegeln                                            | 11,5 cm | 3,0                |
| Innenwand aus Porenbeton                                              | 28 cm   | ca. 0,6            |
| Außentür aus Holz oder Kunststoff                                     | –       | 3,49               |
| Acrylglas (Plexiglas)                                                 | 5 mm    | 5,3 1              |
| Einfachfenster                                                        | 4 mm    | 5,9 1              |
| Doppelkastenfenster mit zwei Glasscheiben                             | –       | 3,0 1              |
| Fenster mit Isolierverglasung                                         | 2,4 cm  | 2,8 – 3,0          |
| Fenster mit Wärmeschutzverglasung                                     | 2,4 cm  | ca. 1,3            |
| Fenster gesamt, Anforderung Energienachweis Schweiz (2011)            | –       | 1,3                |
| Lichtbauelement aus Polycarbonat                                      | 5 cm    | ca. 0,83           |
| Fenster im Passivhausstandard                                         | –       | 0,5 – 0,8          |

## Bedeutung für den baulichen Wärmeschutz
Ab 1. November 2020 wurde die Energieeinsparverordnung (EnEV) durch das Gebäudeenergiegesetz (GEG 2020) ersetzt. Nach der am 10. Oktober 2009 in Deutschland in Kraft getretenen Verordnung zur Änderung der EnEV mussten der Jahres-Primärenergiebedarf QP und der spezifische Transmissionswärmeverlust H'T (bei Nichtwohngebäuden: mittlere Wärmedurchgangskoeffizienten der wärmeübertragenden Umfassungsflächen nach Art der Bauteile) eines zu errichtenden Gebäudes bestimmte Grenzwerte einhalten. U-Werte gehen in die Berechnung des Transmissionswärmeverlustes ein und dieser wiederum in die Berechnung des Primärenergiebedarfs. Ferner schreibt die EnEV Grenzwerte des Wärmedurchgangskoeffizienten bestimmter Bauteile vor, wenn diese in bestehenden Gebäuden ausgetauscht oder neu eingebaut werden.

## Nutzung des U-Wertes zum Abschätzen der Minderung des Jahresheizbedarfs einzelner Bauteile
Die „Wärmedurchlässigkeit“ jedes Außenbauteils eines Gebäudes wird durch den U-Wert gekennzeichnet. Der U-Wert ist damit das Maß für dessen Wärmedämmeigenschaft. U-Werte von Wärme übertragenden Außenbauteilen können entweder aus einem Bauteilkatalog entnommen, oder (wenn der Bauteilaufbau im Detail bekannt ist) berechnet werden. Ziel dieses Beitrags ist es, die Auswirkung zusätzlicher Wärmedämmung auf den Heizenergiebedarf eines Bauteils auf einfache Weise mit einem Taschenrechner abschätzen zu können.
U-Werte typischer Bauteilaufbauten im deutschen Gebäudebestand sind in einer Untersuchung, sortiert nach Postleitzahlbereichen, zusammengestellt. Sofern genauere Bauteilinformationen vorliegen kann auch ein im Internet nutzbares Berechnungsprogramm herangezogen werden.
Die Anzahl der Heiztage HT beschreibt die Zahl der Tage im Jahr, an denen die Heizgrenze (eigentlich richtiger: Heizgrenztemperatur) unterschritten wird (d. h. dass die mittlere Tagesaußentemperatur unter der Heizgrenztemperatur liegt). In Deutschland werden die Heiztage nach VDI 2067 auf eine Heizgrenze von 15 °C als Mittelwert einer jahrzehntelangen Periode bezogen. Die Heiztage und die mittlere Außentemperatur während der Heizperiode sind klimabedingt ortsabhängig und können z. B. entnommen werden.
Beispiel: Mittlere Außenlufttemperatur für Karlsruhe in der Heizperiode: 6,3 °C; Heizgrenze: 15 °C; 255 Heiztage; mittlere Raumtemperatur 20 °C; Temperaturdifferenz Δθ an den Heiztagen: (20 – 6,3) K = 13,7 K
Der Wärmestrom (Transmissionswärmeverlust durch das Bauteil) ergibt sich zu:
{\displaystyle \Phi =U\cdot A\cdot \Delta \theta }
Die Wärmemenge ergibt sich aus dem Wärmestrom multipliziert mit der Zeit während dieser fließt:
{\displaystyle Q=\Phi \cdot t}
Setzt man die entsprechenden Werte für Karlsruhe in Kombination mit folgenden Materialwerten ein:
- 30 cm Hohlblockmauerwerk (ρ = 1,2 kg/dm³) U1 = 1,33 W/(m²·K) im Bestand
- Sanierung mit 12 cm WDVS; λR = 0,035 W/(m·K) führt zu einem Uneu = 0,24 W/(m²·K)
- Differenz der beiden U-Werte: ΔU = (1,33 – 0,24) W/(m²·K) = 1,09 W/(m²·K)

Aus der Differenz der beiden U-Werte ergibt sich die Minderung des Jahresheizbedarfs für eine 15 m² große Außenwand im Bereich Karlsruhe von ca. 1370 kWh.
Die erforderliche Wärmemenge Q einer Heizperiode in kWh lässt sich mit folgender Zahlenwertgleichung vereinfacht ermitteln (Die Oberfläche A ist in m² einzusetzen):
Abhängig von der Klimaregion gilt:
- für Oberstdorf: Q ≈ 120 · U · A
- für München: Q ≈ 100 · U · A
- für Karlsruhe: Q ≈ 84 · U · A
- für Küstenregionen: Q ≈ 96 · U · A

### Vereinfachte Ermittlung des U-Wertes mit zusätzlicher Wärmedämmung
Ist der U-Wert im Bestand bekannt (z. B. Ualt aus einem Bauteilkatalog), so kann der U-Wert mit zusätzlicher Wärmedämmung Uneu vereinfacht mit folgender Formel berechnet werden:
{\displaystyle U_{\mathrm {neu} }\approx {\frac {1}{{\frac {1}{U_{\mathrm {alt} }}}+{\frac {d_{\mathrm {D} }}{\lambda _{\mathrm {R} }}}}}}
Hierbei ist die Dämmschichtdicke dD in m und der Rechenwert der Wärmeleitfähigkeit λR in W/(m·K) einzusetzen. Putzschichten können vernachlässigt werden.

## Normen
- EN ISO 6946 Bauteile – Wärmedurchlaßwiderstand und Wärmedurchgangskoeffizient – Berechnungsverfahren
- EN ISO 7345 Wärmeschutz – Physikalische Größen und Definitionen
- EN ISO 9346 Wärme- und feuchtetechnisches Verhalten von Gebäuden und Baustoffen – Physikalische Größen für den Stofftransport – Begriffe
- EN ISO 10077-2 Wärmetechnisches Verhalten von Fenstern, Türen und Abschlüssen – Berechnung des Wärmedurchgangskoeffizienten – Teil 2: Numerisches Verfahren für Rahmen
- EN 673 Glas im Bauwesen – Bestimmung des Wärmedurchgangskoeffizienten (U-Wert) – Berechnungsverfahren
- EN 12524 Baustoffe und -produkte – Wärme- und feuchteschutztechnische Eigenschaften – Tabellierte Bemessungswerte
- DIN 4108 Wärmeschutz im Hochbau, stellt weitere Anforderungen an U-Werte von Bauteilen, jedoch nicht mit dem Ziel der Energieeinsparung, sondern der Vermeidung von Bauschäden (Mindestwärmeschutz)